# Schloss Hochscharten

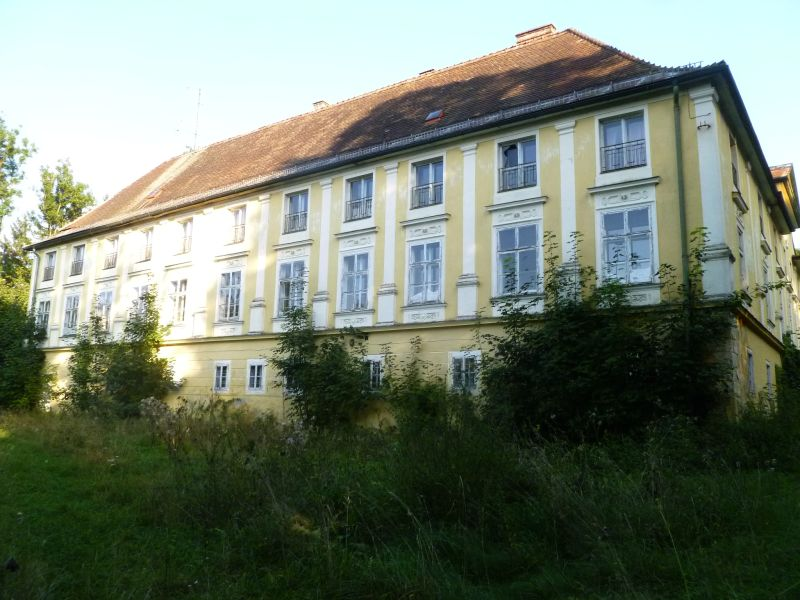
Vorderansicht von Schloss Hochscharten

Das Schloss Hochscharten befand sich im Ortsteil Inzing der Gemeinde Waizenkirchen im Bezirk Grieskirchen im Hausruckviertel von Oberösterreich. Es wurde etwa 2010 abgerissen.

## Geschichte
Das Schloss Hochscharten stammt aus dem Anfang des 19. Jahrhunderts. Es ist aus einem Bauernhof, dem Hochschartnergut, hervorgegangen, der ursprünglich der Meierhof des Edelsitzes Inzing war. Der frühere Pfleger von Schloss Weidenholz Johann Saxinger ließ den Hof in ein zweigeschoßiges Wohngebäude umwandeln. Sein Nachfolger wurde der Gemeindearzt Karl Esterle, der ein weiteres Stockwerk aufsetzen und einen Uhrturm hinzufügte. 1864 wurde der Besitz an Freiherrn Gustav von Krieg verkauft, ein Schwager des gegen die Preußen in der von Schlacht von Königgrätz unglücklich agierenden österreichischen Feldzeugmeisters Ludwig August Ritter von Benedek. 1868 wurde der Besitz an Graf Johann Taxis von Bordogna-Valsassina verkauft. Dieser ließ das Schloss durch zwei Seitenflügel erweitern, sodass gegen den Hügel ein Schlosshof entstand. Sein Sohn Hans veräußerte das Schloss 1896 an Botho Graf Coreth. Dieser ließ 1910 das bisherige Flachdach durch das heute noch bestehende Walmdach ersetzen. Oberhalb des Schlosses wurde ein Bau für die Pferde des Grafen errichtet, der fälschlicherweise als Schloss Inzing bezeichnet wird. 1942 musste nach dem Tod von Botho Coreth die Familie Hochscharten verkaufen.
Kurzfristig diente das Schloss als Entbindungsheim. Ab 1945 wurde es von den amerikanischen Besatzungstruppen als Kaserne genutzt. Zwischen 1954 und 1957 gehörte Hochscharten der Kammer der gewerblichen Wirtschaft für Oberösterreich, die darin eine Internatsberufsschule unterhielt. Der weitere Besitzer seit 1988, der Welser Industrielle Robert Wimmer, wird als Anhänger der rechtsextremen Szene bezeichnet, da er Schloss Hochscharten als Schulungsort dem „Freundeskreis für Kultur- und Zeitgeschichte“ zur Verfügung gestellt hat. Vor kurzem ist das Schloss an einen Immobilienentwickler aus Peuerbach verkauft worden.

## Schloss Hochscharten heute
Schloss Hochscharten war ein dreigeschoßiger dreiflügeliger Bau mit einer Giebelmansarde, die sich an der dem Park zugewandten Seite befand. Unterhalb des leeren Giebelfeldes befand sich eine Stuckkartusche, die das Wappen von Oberösterreich zeigte. Die hohen Fenster waren mit Stuck umrahmt. Die Fassaden waren durch Stuckhalbsäulen gegliedert. Ein weiteres Gliederungselement der Fassade war ein Sims, das die beiden oberen Stockwerke von dem etwas einfacher gehaltenen unteren abtrennte.
Das Schloss befand sich in einem weitläufigen Park. Schloss und Park waren seit der Pensionierung des letzten Schlossgärtners in einem ungepflegten und verwilderten Zustand. Durch Baumbewuchs war der Blick auf den Innenhof des Schlosses kaum möglich.
Etwa 2010 kaufte der regionale Unternehmer Haslehner das Schloss und wollte daraus ein Wohnhaus machen. Da der Bauzustand aber zu schlecht war, wurde das ganze Schloss abgerissen und an seiner Stelle ein Neubau errichtet.

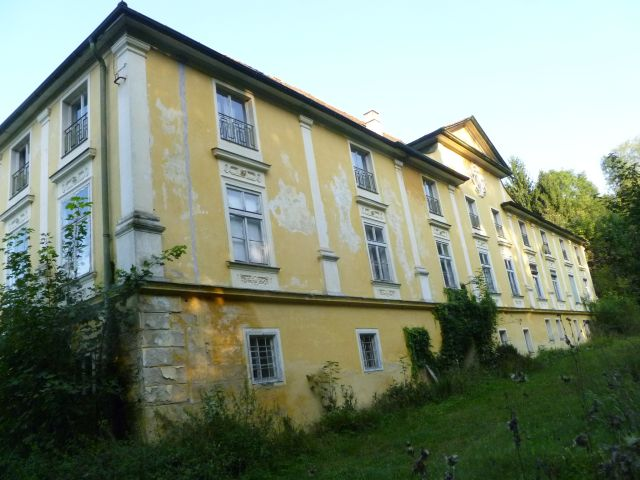
Parkansicht
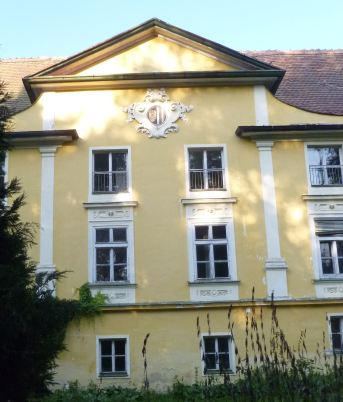
Giebelmansarde mit dem Wappen Oberösterreichs
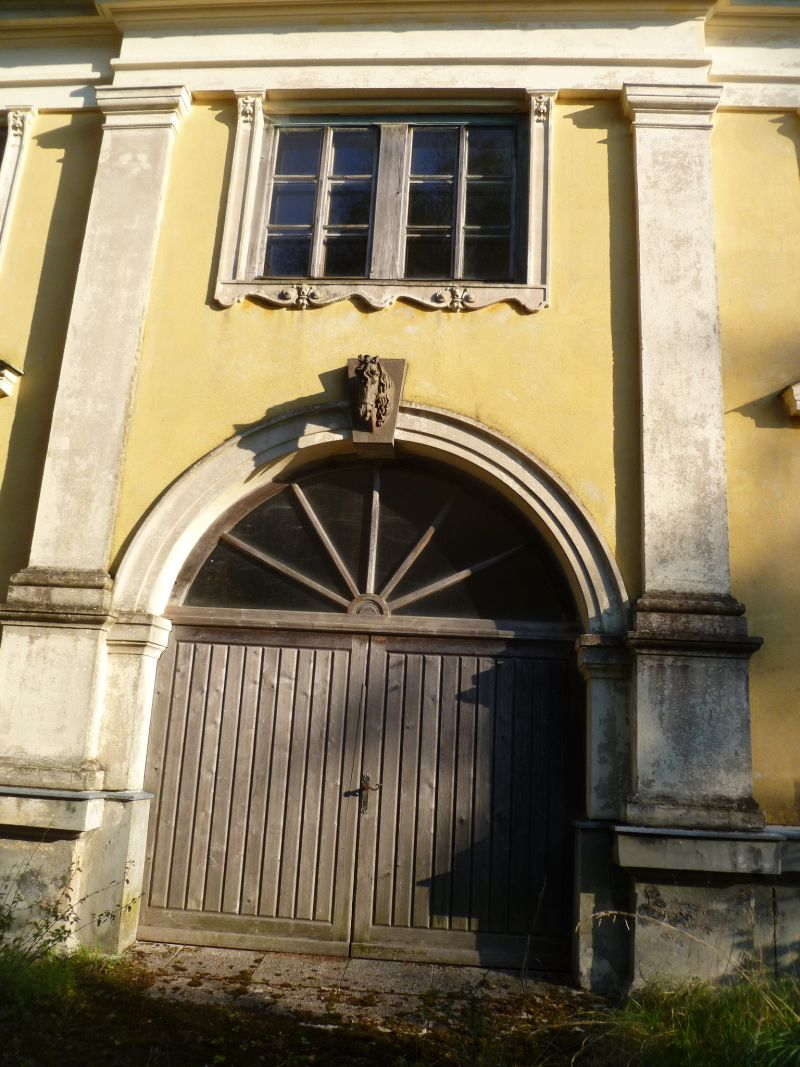
Eingang zum Pferdestall oberhalb des Schlosses
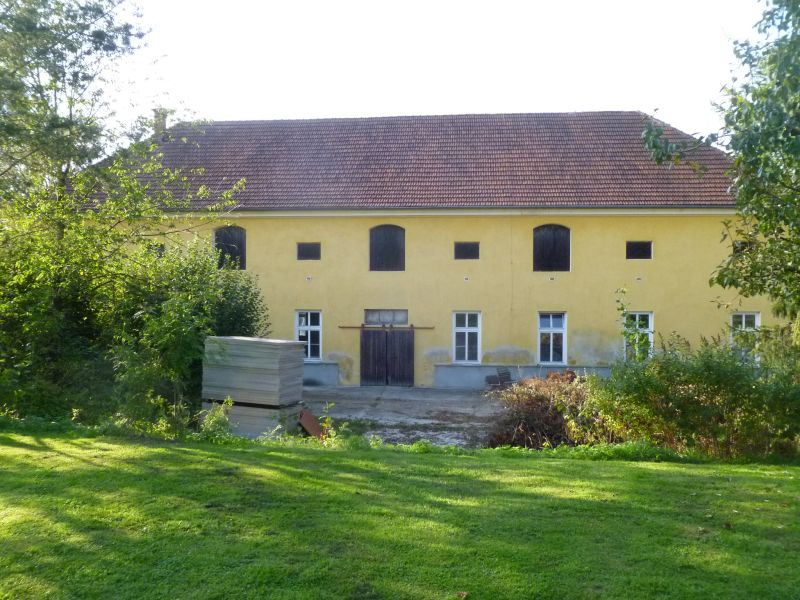
Pferdestall-Rückseite